# Кляченко Оксана Леонідівна
Оксана Леонідівна Кляченко (нар. 1964) — відома учена в галузі біотехнології, фізіології рослин, молекулярної біології. Докторка сільськогосподарських наук, професорка. Академік АН вищої школи з 2018 р. за аграрним відділенням.

## Біографія
Народилася 12.04.1964 року в с. Требухів Броварського р-ну Київської обл. В 1986 р. Закінчила Українську сільськогосподарську академію за спеціальністю лісове господарство. 1993 рік — закінчила аспірантуру при Інституті цукрових буряків за спеціальністю «Біотехнологія». 1994 р. захистила кандидатську дисертацію «Тестування вірусу некротичного пожовтіння жилок буряків методом молекулярної гібридизації нуклеїнових кислот». У 2017 р. захистила докторську дисертацію на тему: «Фізіологобіохімічні та біотехнологічні основи підвищення селекції буряків цукрових (Beta vulgaris L.) і ріпака (Brassica napus L.)».
Автор 4 монографій, має 3 авторські свідоцтва, 1 патент на корисну модель, близько 200 статей.
Викладає дисципліни: Біотехнологія рослин, Біотехнологія, Фармацевтична біотехнологія, Сучасні біотехнології та біобезпека.
Член редколегії фахових видань: «Садівництво», «Біологічні системи: теорія та інновації».
Член спецради Д.26.004.10 та Д. 26.004.15